# Kość czworoboczna większa

Kość czworoboczna większa

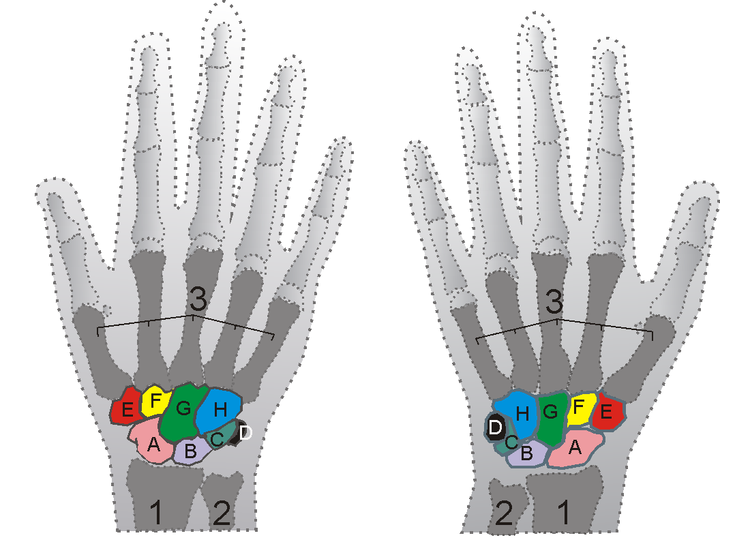
Kości nadgarstka: A – kość łódeczkowata, B – kość księżycowata, C – kość trójgraniasta, D – kość grochowata, E – kość czworoboczna większa, F – kość czworoboczna mniejsza, G – kość główkowata, H – kość haczykowata

Kość czworoboczna większa, kość wielokątna większa (łac. os trapezium, os multangulum majus) – jedna z ośmiu kości nadgarstka człowieka, leżąca w szeregu dalszym, między kością łódeczkowatą a I kością śródręcza. Jak inne kości nadgarstka (z wyjątkiem kości grochowatej) jest nieregularnie sześcienna, ma sześć powierzchni. Lekko wklęsła powierzchnia bliższa (górna) łączy się z kością łódeczkowatą, powierzchnia dalsza (dolna) łączy się siodełkowatą powierzchnią stawową z I kością śródręcza. Na powierzchni dłoniowej jest guzek (łac. tuberculum ossis trapezii), łączący się z troczkiem zginaczy, oraz głęboka bruzda, w której przebiega ścięgno zginacza promieniowego nadgarstka. Górna część powierzchni łokciowej łączy się z kością czworoboczną mniejszą, a dolna część z podstawą II kości śródręcza. Powierzchnie grzbietowa i promieniowa są nierówne. 